# Senzace s balónem
Senzace s balónem nebo také Sensace s balónem (v angličtině „The Balloon-Hoax“) je titulek novinového článku napsaného
americkým spisovatelem a literárním teoretikem Edgarem Allanem Poem v roce 1844. Článek o přeletu řiditelného balonu Victoria přes Atlantik vyšel v newyorských novinách The Sun 13. dubna 1844  a byl považován za pravdivou zprávu. Dva dny poté byla odhalena jeho nevěrohodnost a článek byl označen za mystifikaci.
Zpráva obsahuje 2 kapitoly: popis balonu s podrobnými technickými detaily a palubní deník, do nějž členové výpravy zapisují své dojmy a z něhož údajný redaktor čerpá.
V článku je zmíněn i Sullivanův ostrov a pevnost Fort Moultrie v Jižní Karolíně v USA, kde E. A. Poe během svého života jistou dobu pobýval.

## Historie článku
Příběh známý jako „The Balloon-Hoax“ vyšel poprvé v newyorských novinách The Sun a byl považován za věrohodnou zprávu  o 75hodinovém letu horkovzdušného balonu evropského vzduchoplavce Moncka Masona přes Atlantský oceán.
Edgar Allan Poe mohl být alespoň částečně inspirován předcházející mystifikací známou jako „Great Moon Hoax“ 
, která vyšla ve stejných novinách v roce 1835. Za jednoho z autorů této novinářské kachny byl považován Richard Adams Locke, jenž byl Poeovým redaktorem v čase vydání „The Balloon-Hoax“. E. A. Poe si dlouhodobě stěžoval, že článek „Great Moon Hoax“ kopíroval základní myšlenku povídky Bezpříkladná dobrodružství jistého Hanse Pfalla (angl. The Unparalleled Adventure Of One Hans Pfaall) - jednoho z méně úspěšných Poeových příběhů o podobných obyvatelích Měsíce. Poe se domníval, že noviny The Sun vydělaly na jeho povídce slušný zisk bez toho, aniž by autora odměnily. (Poeova averze k těmto novinám je zaznamenána v knize "The Sun and the Moon" od Matthewa Goodmana).
Článek (Senzace s balónem) vyšel v novinách s následujícími titulky:
(překlad uvedený ve sbírce Jáma a kyvadlo a jiné povídky )
OHROMUJÍCÍ SPĚŠNÉ ZPRÁVY
VIA NORFOLK!
ZA TŘI DNY PŘES ATLANTIK!
JEDINEČNÝ TRIUMF
LÉTACÍHO STROJE PANA MONCKA MASONA!
PAN MASON, PAN ROBERT HOLLAND,
PAN HENSON, PAN HARISSON AINSWORTH
A DALŠÍ ČTYŘI PŘISTÁVAJÍ
NA SULLIVANOVĚ OSTROVU
NEDALEKO CHARLESTONU
V JIŽNÍ KAROLÍNĚ
V ŘIDITELNÉM BALONU VICTORIA
PO PĚTASEDMDESÁTI HODINÁCH CESTY
Z PEVNINY NA PEVNINU!
VEŠKERÉ PODROBNOSTI
Z TÉTO CESTY!
Zpochybnění článku vyšlo v novinách The Sun 15. dubna 1844:
BALON - Zprávy z jihu poslední sobotní noci nepotvrdily přistání balonu z Anglie, podrobnosti našeho korespondenta, o nichž jsme informovali hodnotíme jako mylné. Popis balonu a vzduchoplavby byl pojat vědecky s cílem získat publicitu. Shledáváme tento projekt nemožným.
Autor zpochybňujícího vysvětlení nebyl zjištěn, není vyloučeno, že jím byl samotný E. A. Poe.

## Odezva a význam článku
E. A. Poe popisuje, že budova novin The Sun byla po publikaci článku doslova „obléhána“ lidmi požadujícími daný výtisk. „Nikdy jsem ještě nebyl svědkem tak intenzivního vzrušení při shánění novin“, napsal. Autor zakomponoval do příběhu hodnověrné detaily např. o designu balonu, pohonném systému apod. Důvěryhodnost článku zvýšilo i dosazení skutečných osob včetně Williama Harrisona Ainswortha. Postava Moncka Masona není skutečná, vychází z osoby vzduchoplavce Thomase Moncka Masona; příběh je pak odvozen z Masonovy knihy z roku 1836 Account of the Late Aeronautical Expedition from London to Weilburg.
Senzace s balónem je jako jedna z autorových detektivních povídek s C. Auguste Dupinem v hlavní roli (např. Vraždy v ulici Morgue), jen v obráceném gardu: namísto zkoumání věcí pro rozřešení případu Poe buduje fikci budící zdání pravdivosti.
Příběh je také ranou formou science fiction, reaguje na rozvíjející se horkovzdušnou vzduchoplavbu.
Senzace s balónem se mohla stát inspirací pro knihu Julese Vernea Cesta kolem světa za osmdesát dní. Verneův žák William Butcher poukázal na to, že Jules Verne byl obdivovatelem Poea a jeho román Pět neděl v baloně vyšel do roka od vydání jeho knihy Edgar Poe et ses oeuvres (Edgar Allan Poe a jeho dílo). Není těžké nalézt spojitost mezi dílem E. A. Poea publikovaným ve Francii pod názvem Histoires extraordinaires (Neobyčejné příběhy) a
Verneovými Voyages extraordinaires (Neobyčejné cesty).

## Příběh
Veliký problém vyřešen! Člověk konečně přeletěl Atlantik v balonu - bez nebezpečí, s naprostou kontrolou stroje a v rekordně krátkém čase 75 hodin! Zpravodaj z Charlestonu v Jižní Karolíně podává nejčerstvější informace o této cestě, kterou podniklo celkem 8 osob: sir Everard Bringhurst, pan Osborne, pan Monck Mason, pan Robert Holland, pan Harrison Ainsworth, pan Henson a dva námořníci z Woolwiche.
BALON
Pan Monck Mason uplatnil myšlenku použít princip Archimédova šroubu při pohonu balonu. Se svými výsledky při úspěšných pokusech byl natolik spokojen, že se rozhodl naplánovat delší cestu. Pro svou věc angažoval i pány Bringhursta a Osborna - známými ve světě vědy a aeronautiky obzvlášť. Celý projekt byl tajný.
Proutěná gondola obsahuje kromě přítěži veškeré potřebné vybavení - lanoví, dalekohledy, barometry, sudy s potravou a pitnou vodou, pláště, cestovní vaky a další nepostradatelné předměty. Balon je vybaven i víceramennou kotvou a důležitým vodícím lanem. Materiál balonu je z hedvábí napuštěného tekutou klovatinou z kaučuku. Má ohromný objem - 40 000 krychlových stop plynu. Jako náplň slouží uhelný plyn, jenž je levnější a výhodnější než vodík.
Když balon vzlétne, je vystaven účinku mnoha vlivů, jež působí výkyvy v jeho váze a tím snižují či posilují jeho letové vlastnosti. Těmito faktory jsou např. usazená rosa na povrchu balónu, sluneční paprsky rozpínající objem plynu atd. Ke stabilizaci účinků těchto faktorů se používal ventil upouštějící plyn, čímž se však velmi záhy vyčerpala veškerá náplň a balon klesal k zemi. Užití vodícího lana řeší tuto svízel výhodným způsobem. Lano je vlečeno po zemi za balonem a jeho váha vyrovnává potřebnou zátěž. Navíc ukazuje směr letu a lze též přibližně určit podle úhlu mezi lanem a vertikální osou rychlost. Pokud balon letí nad vodní plochou, použije se menších soudků naplněných takovou přítěží, jež je lehčí než voda.
Původní plán byl letět z Penstruthalu v severním Walesu (sídlo pana Osborna) přes průliv La Manche do Paříže.
DENÍK
Sobota 6. dubna
V sobotu 6. dubna balon vzlétá. Z výšky je úchvatný rozhled po krajině, cestovatelé jsou nadšeni. O půl dvanácté se balon nachází nad mořem v Bristolském zálivu a posádka spouští vodící lano s plováky. Výška se stabilizuje. Je nahozen šroub a pomocí kormidla změněn kurs letu - směrem k Paříži. Díky nehodě s ocelovou tyčkou spojující péro s vrtulí je balon unášen silným větrem od východu nad moře. Pan Ainsworth podpořen panem Hollandem přednese smělý návrh pokračovat v letu ke břehům severní Ameriky. Mimo oba námořníky zbývající členové posádky souhlasí. Vichr zesiluje a žene balon kupředu, vodící lano vlaje za ním. Cestovatelé pozorují námořní ruch, mnohé lodi je zdraví signálním výstřelem a jejich posádky nadšeně mávají.
Opravená hřídel roztáčí vrtuli a stálý východní vítr věští úspěch mise. Posádka se ukládá ke spánku, ačkoli trpí zimou.
Neděle 7. dubna
Kolem 10 hodiny se vichřice utišila a rychlost balonu je 30 či více mil za hodinu. Vítr duje severním směrem, tudíž posádka využívá činnost kormidla a vrtule. Pan Mason je přesvědčen, že s vrtulí se dá letět i proti silnému větru. Odhaduje, že na přelet oceánu mají tolik plynu, že by cesta mohla trvat i tři týdny. Nikdo z členů expedice nepociťuje přílišnou zimu, bolest hlavy ani potíže s dýcháním, pouze pan Osborne cítí tlak v hrudi, brzy ho to přechází. Moře vypadá z výšky naprosto vyduté.
Pondělí 8. dubna
Pondělní ráno začíná opět problémem s převodovou tyčí vrtule. Bude třeba změnit tvar tyče, má-li se předejít vážnějším těžkostem. Posádka shazuje láhve okolo proplouvajícím lodím. Jedna z nich - patrně poštovní loď newyorské linky jednu láhev vyloví.
Úterý 9. dubna
Na obzoru se vynoří břehy Jižní Karolíny. Do té doby stěží představitelná akce se stává skutečností. Posádka se shoduje na cíli přistání, je jím pláž Sullivanova ostrova nedaleko pevnosti Fort Moultrie. Obyvatelé ostrova přibíhají uvítat vzduchoplavce a odmítají uvěřit, že ti mají za sebou přelet Atlantiku. Celá cesta trvala pouhých 75 hodin, pokud by se měl počítat čas pouze od břehu Evropy ke břehu Ameriky, tak ještě méně.

## Skutečný přelet Atlantiku letadlem lehčím než vzduch
Prvním letadlem lehčím než vzduch, které s lidskou posádkou překonalo Atlantik byla v roce 1919 britská ovladatelná vzducholoď R 34 - kopie německé vzducholodi L 33, která havarovala v Británii během první světové války.
Let z Velké Británie do New Yorku dlouhý 3 559,5 mil trval 108 hodin a 12 minut.